# Thorn (film)
 For alternative betydninger, se Thorn. (Se også artikler, som begynder med Thorn)
Thorn er en dansk film fra 2017 og den blev produceret af Theis Nørgaard og instrueret af Gabriel Tzafka.

## Medvirkende
- Jens Sætter-Lassen som Unge Jacob
- Neel Rønholt som Unge Lisa
- Olaf Johannessen som Jacob
- Vibeke Hastrup som Lisa
- Amalie Dollerup som Bryllupsgæst
- Nikolaj Dencker Schmidt som Bryllupsgæst
- Peter Schlie Hansen som Bryllupsgæst
- Rasmus Hougaard som Bryllupsgæst
- Rasmus Borst som Chauffør